# Chambourcy
Chambourcy ist eine französische Gemeinde im Département Yvelines in der Region Île-de-France. Die Gemeinde hat 5826 Einwohner (Stand 1. Januar 2022) und erstreckt sich über 7,87 Quadratkilometer. Chambourcy gehört zum Arrondissement Saint-Germain-en-Laye und zum Kanton Saint-Germain-en-Laye. Die Einwohner werden Camboriciens genannt.

## Geographie
Chambourcy liegt im Ballungsraum etwa 25 Kilometer westnordwestlich von Paris. Nachbargemeinden sind Poissy im Norden, Saint-Germain-en-Laye im Osten, Saint-Nom-la-Bretèche im Süden, Feucherolles im Südwesten und Aigremont im Westen.
Durch die Gemeinde führt die Autoroute A14.

## Geschichte
1224 wurde die Abtei Joyenval durch Barthélemy de Roye gegründet (zerstört im 18. Jahrhundert).
| Bevölkerungsentwicklung | Bevölkerungsentwicklung | Bevölkerungsentwicklung | Bevölkerungsentwicklung | Bevölkerungsentwicklung | Bevölkerungsentwicklung | Bevölkerungsentwicklung | Bevölkerungsentwicklung | Bevölkerungsentwicklung |
| ----------------------- | ----------------------- | ----------------------- | ----------------------- | ----------------------- | ----------------------- | ----------------------- | ----------------------- | ----------------------- |
| Jahr                    | 1962                    | 1968                    | 1975                    | 1982                    | 1990                    | 1999                    | 2006                    | 2017                    |
| Einwohner               | 2068                    | 2515                    | 4763                    | 5052                    | 5163                    | 5077                    | 5812                    | 5634                    |

## Partnergemeinden
Partnerschaften bestehen mit dem Ortsteil Stadt Elbingerode (Harz) der deutschen Gemeinde Oberharz am Brocken in Sachsen-Anhalt und der britischen Gemeinde Lutterworth in Leicestershire (England).

## Sehenswürdigkeiten
- Kirche Sainte-Clotilde, romanischer Sakralbau aus dem 12. Jahrhundert
- Abtei Joyenval, Ruine, seit 1989 Monument historique
- Désert de Retz, Park- bzw. Gartenanlage aus dem Jahre 1789 mit der Colonne
- Maison d’André Derain, errichtet im 18. Jahrhundert, Monument historique seit 1986

## Persönlichkeiten
- Alfred Grimaud, Comte d’Orsay (1801–1852), Karikaturist, in Chambourcy gestorben